# Microcrambon
Microcrambon és un gènere monotípic d'arnes de la família Crambidae descrit per Stanisław Błeszyński el 1970. La seva única espècie, Microcrambon paphiellus, descrita per Achille Guenée en 1862, és endèmica de l'Illa de la Reunió i Seychelles.